# Coniophanes meridanus
Coniophanes meridanus — вид змій родини полозових (Colubridae). Ендемік Мексики.

## Поширення і екологія
Coniophanes meridanus мешкає на півночі півострова Юкатан, в штатах Юкатан, Кампече і Кінтана-Роо. Вони живуть в сухих тропічних лісах і колючих заростях, на висоті від 100 м над рівнем моря.